# 长征镇 (琼中县)
长征镇，是中华人民共和国海南省琼中黎族苗族自治县下辖的一个乡镇级行政单位。

## 行政区划
长征镇下辖以下地区：
营盘社区、潮村、新平村、深联村、罗反村、烟园村、新寨村、万众村、南什村和什仍村。